# 타인 티스 더비
타인 티스 더비(Tyne–Tees derby)는 잉글랜드 북동부의 축구 클럽인 뉴캐슬 유나이티드와 미들즈브러 간의 지역 더비 경기이다. 1988년 이후부터 현재까지 15승 10무 7패로 뉴캐슬 유나이티드가 우위에 있다. 또한 두 팀은 선덜랜드와도 라이벌 관계이다.